# Millières (Manche)
Pour les articles homonymes, voir Millières.
Millières est une commune française, située dans le département de la Manche en région Normandie, peuplée de 760 habitants.

## Géographie

### Localisation
| Vesly, Lessay | Vesly, Saint-Patrice-de-Claids | Saint-Patrice-de-Claids, Périers |
| La Feuillie   | Millières                      | Périers                          |
| La Feuillie   | Muneville-le-Bingard           | Vaudrimesnil                     |

### Hydrographie
La commune est située dans le bassin Seine-Normandie. Elle est drainée par l'Ay, la Sèves, la rivière de Claids, le cours d'eau 01 des Caveries, le fossé 01 de la commune de Saint-Patrice-de-Claids, le fossé 01 de la Martinerie et un autre petit cours d'eau,.
L'Ay, d'une longueur de 33 km, prend sa source dans la commune de La Vendelée et se jette  dans la havre de Saint-Germain-sur-Ay en limite de Saint-Germain-sur-Ay et de Créances, après avoir traversé neuf communes.
La Sèves, d'une longueur de 33 km, prend sa source dans la commune de Muneville-le-Bingard et se jette  dans la Douve en limite de Auvers et de Carentan-les-Marais, après avoir traversé 15 communes.
La rivière de Claids, d'une longueur de 10 km, prend sa source dans le nord de la commune de Vesly, s'écoule vers le sud puis s'oriente vers l'ouest et se jette  dans l'Ay sur la commune face à la commune de Lessay.

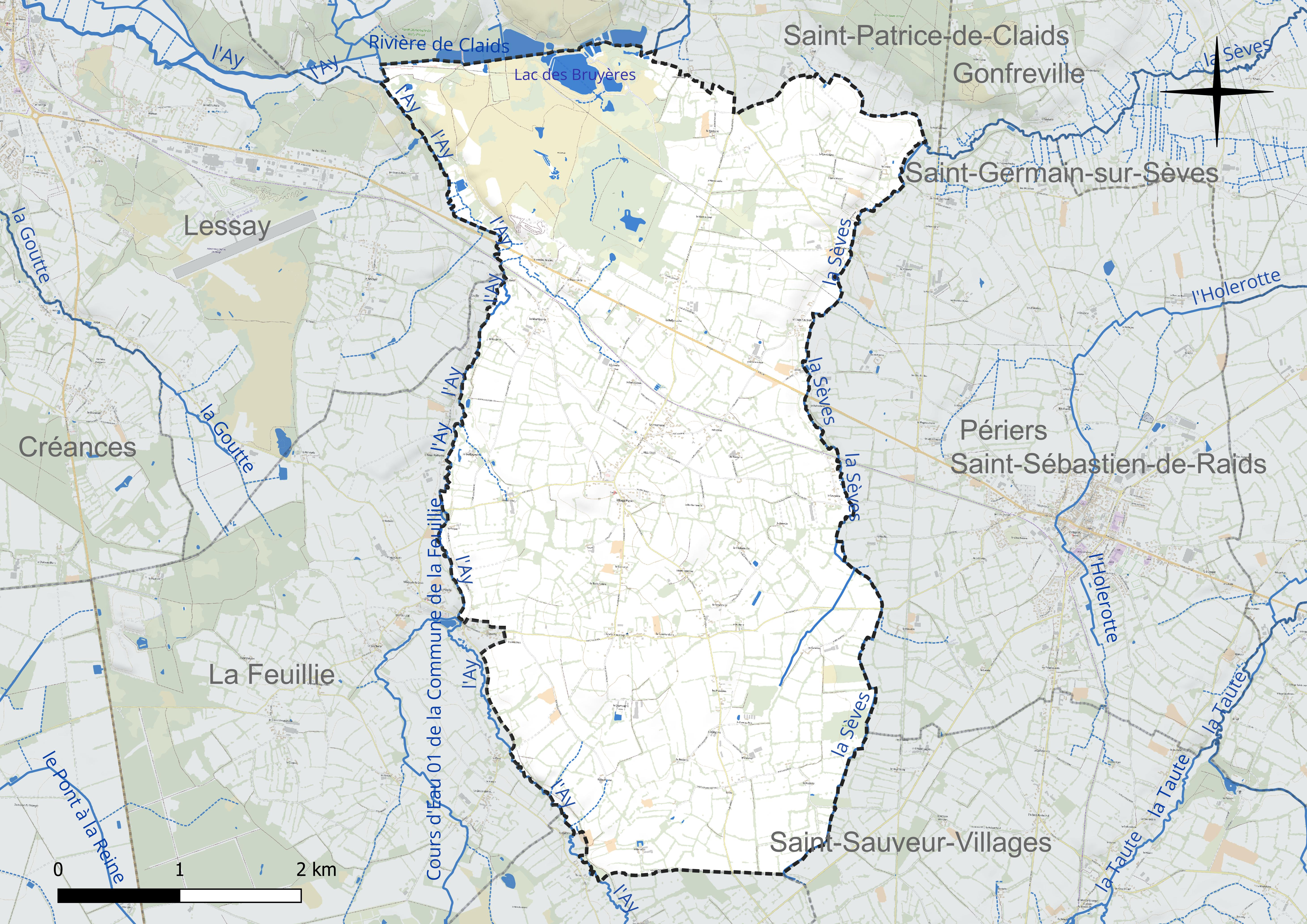
Réseau hydrographique de Millières.

Deux plans d'eau complètent le réseau hydrographique : le lac des Bruyères (9,4 ha) et le plan d'eau de la commune de Millières (1,8 ha),.

### Climat
Pour des articles plus généraux, voir Climat de la Normandie et Climat de la Manche.
En 2010, le climat de la commune est de type climat océanique franc, selon une étude du CNRS s'appuyant sur une série de données couvrant la période 1971-2000. En 2020, Météo-France publie une typologie des climats de la France métropolitaine dans laquelle la commune est exposée à un climat océanique et est dans la région climatique Normandie (Cotentin, Orne), caractérisée par une pluviométrie relativement élevée (850 mm/a) et un été frais (15,5 °C) et venté. Parallèlement le GIEC normand, un groupe régional d’experts sur le climat, différencie quant à lui, dans une étude de 2020, trois grands types de climats pour la région Normandie, nuancés à une échelle plus fine par les facteurs géographiques locaux. La commune est, selon ce zonage, exposée à un « climat maritime », correspondant au Cotentin et à l'ouest du département de la Manche, frais, humide et pluvieux, où les contrastes pluviométrique et thermique sont parfois très prononcés en quelques kilomètres quand le relief est marqué.
Pour la période 1971-2000, la température annuelle moyenne est de 11,1 °C, avec une amplitude thermique annuelle de 11,1 °C. Le cumul annuel moyen de précipitations est de 917 mm, avec 13,8 jours de précipitations en janvier et 7,8 jours en juillet. Pour la période 1991-2020, la température moyenne annuelle observée sur la station météorologique la plus proche, située sur la commune de Gouville-sur-Mer à 13 km à vol d'oiseau, est de 12,2 °C et le cumul annuel moyen de précipitations est de 844,8 mm,. Pour l'avenir, les paramètres climatiques de la commune estimés pour 2050 selon différents scénarios d’émission de gaz à effet de serre sont consultables sur un site dédié publié par Météo-France en novembre 2022.

## Urbanisme

### Typologie
Au 1er janvier 2024, Millières est catégorisée commune rurale à habitat dispersé, selon la nouvelle grille communale de densité à sept niveaux définie par l'Insee en 2022.
Elle est située hors unité urbaine. Par ailleurs la commune fait partie de l'aire d'attraction de Lessay, dont elle est une commune de la couronne,. Cette aire, qui regroupe 4 communes, est catégorisée dans les aires de moins de 50 000 habitants,.

### Occupation des sols
L'occupation des sols de la commune, telle qu'elle ressort de la base de données européenne d’occupation biophysique des sols Corine Land Cover (CLC), est marquée par l'importance des territoires agricoles (86,5 % en 2018), en diminution par rapport à 1990 (88,1 %). La répartition détaillée en 2018 est la suivante : zones agricoles hétérogènes (43,6 %), prairies (30,3 %), terres arables (12,6 %), milieux à végétation arbustive et/ou herbacée (6,4 %), forêts (4,5 %), zones urbanisées (1,4 %), eaux continentales (1,2 %). L'évolution de l’occupation des sols de la commune et de ses infrastructures peut être observée sur les différentes représentations cartographiques du territoire : la carte de Cassini (XVIIIe siècle), la carte d'état-major (1820-1866) et les cartes ou photos aériennes de l'IGN pour la période actuelle (1950 à aujourd'hui).

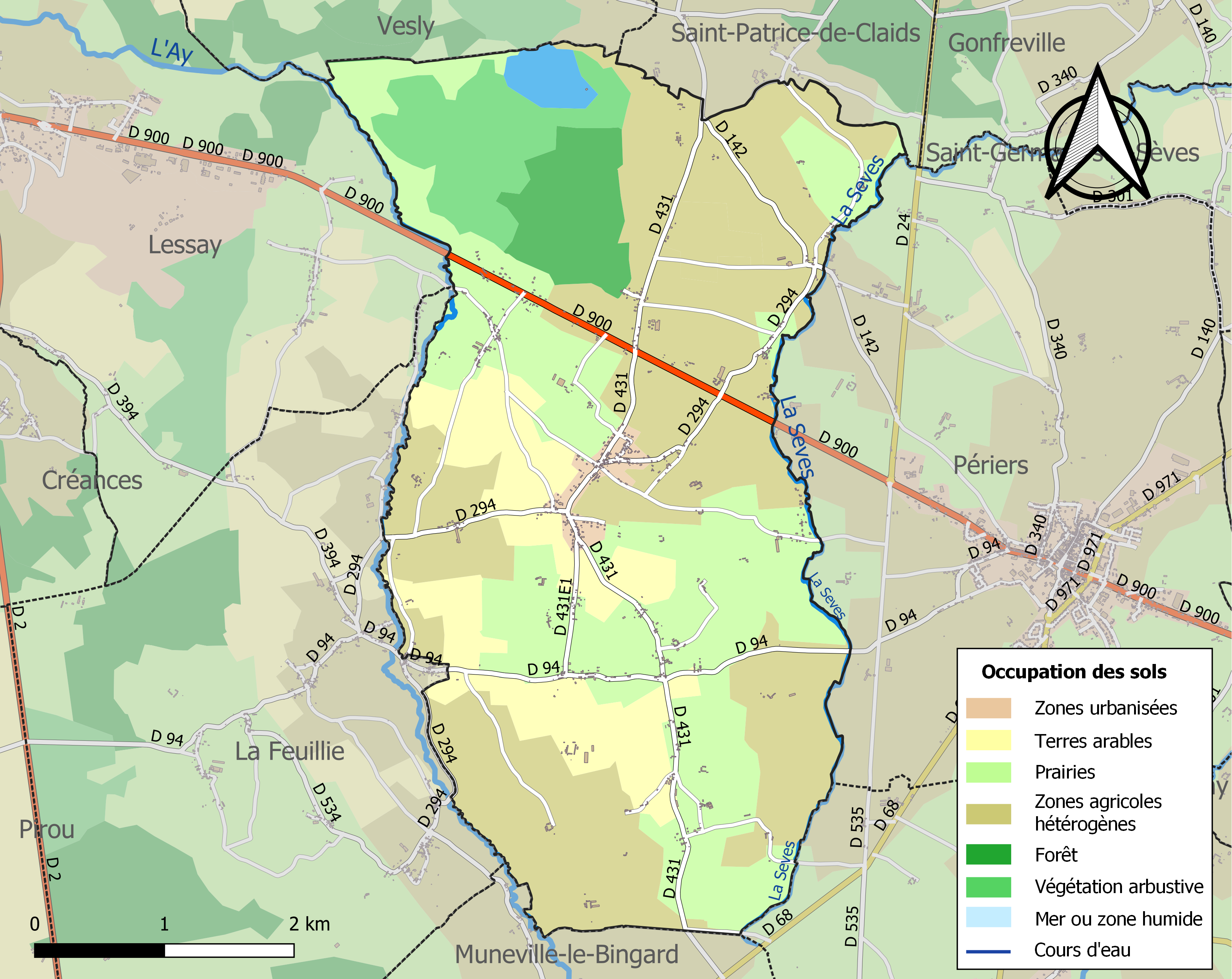
Carte des infrastructures et de l'occupation des sols de la commune en 2018 (CLC).

## Transport

### Ferroviaire
- Ancienne ligne de chemin de fer entre Cherbourg et Coutances reconvertie en voie verte par le conseil général de la Manche.

### Routier
- Route départementale 900.

### Inter-urbain
La commune est desservie par le transport en commun départemental par bus (Manéo) via la ligne 301 Cherbourg-Octeville - Lessay - Coutances

## Toponymie
Le nom de la localité est attesté sous les formes Milleres, Millieres avant 996, Millieriœ sans date.
Du pluriel de l'oïl, miliére, « champ semé de millet ».
Le gentilé est Milliériens.

## Histoire
Richard Ier de Normandie donna l'église de Millières, avec celles de Périers et Vaudrimesnil, à l'abbaye Saint-Taurin d'Évreux. En 1195, Richard Cœur de Lion confirma cette donation. La dîme était partagée entre cette abbaye et le curé du village.
En 1066, un sire de Saussey était aux côtés de Guillaume le Conquérant à Hastings.
La commune, détruite en 1944, est titulaire de la Croix de guerre 1939-1945.

## Politique et administration

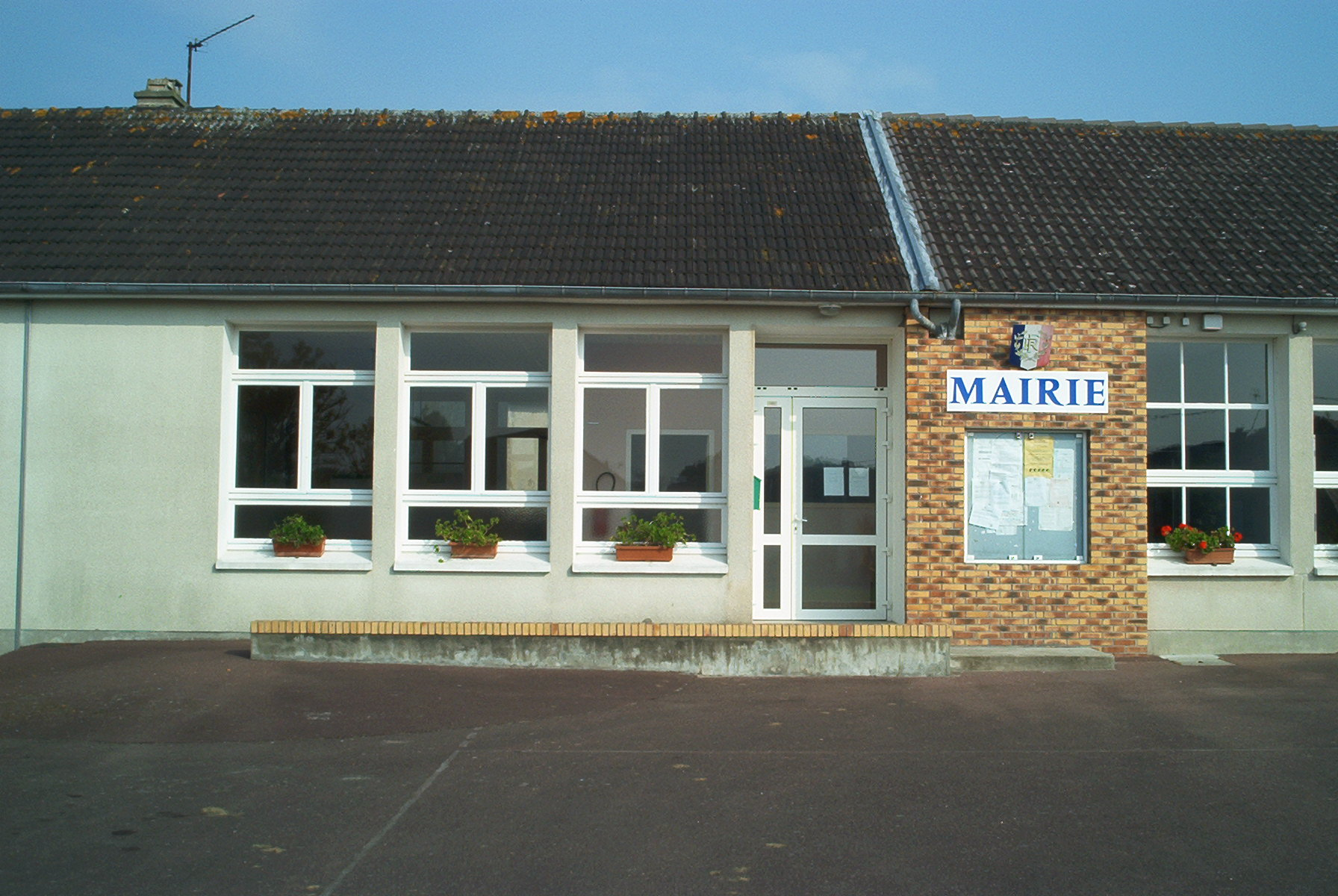
La mairie.

Le conseil municipal est composé de quinze membres dont le maire et trois adjoints.

## Démographie
L'évolution du nombre d'habitants est connue à travers les recensements de la population effectués dans la commune depuis 1793. Pour les communes de moins de 10 000 habitants, une enquête de recensement portant sur toute la population est réalisée tous les cinq ans, les populations de référence des années intermédiaires étant quant à elles estimées par interpolation ou extrapolation. Pour la commune, le premier recensement exhaustif entrant dans le cadre du nouveau dispositif a été réalisé en 2005.
En 2022, la commune comptait 760 habitants, en évolution de −3,55 % par rapport à 2016 (Manche : −0,31 %, France hors Mayotte : +2,11 %).
Millières a compté jusqu'à 1 400 habitants en 1806.
| 1793  | 1800  | 1806  | 1821  | 1831  | 1836  | 1841  | 1846  | 1851  |
| ----- | ----- | ----- | ----- | ----- | ----- | ----- | ----- | ----- |
| 1 223 | 1 282 | 1 400 | 1 280 | 1 304 | 1 310 | 1 305 | 1 350 | 1 307 |

| 1856  | 1861  | 1866  | 1872  | 1876  | 1881  | 1886  | 1891 | 1896 |
| ----- | ----- | ----- | ----- | ----- | ----- | ----- | ---- | ---- |
| 1 222 | 1 165 | 1 140 | 1 109 | 1 061 | 1 020 | 1 001 | 920  | 821  |

| 1901 | 1906 | 1911 | 1921 | 1926 | 1931 | 1936 | 1946 | 1954 |
| ---- | ---- | ---- | ---- | ---- | ---- | ---- | ---- | ---- |
| 796  | 751  | 736  | 654  | 671  | 676  | 672  | 672  | 727  |

| 1962 | 1968 | 1975 | 1982 | 1990 | 1999 | 2005 | 2006 | 2010 |
| ---- | ---- | ---- | ---- | ---- | ---- | ---- | ---- | ---- |
| 623  | 590  | 591  | 542  | 560  | 562  | 556  | 559  | 736  |

| 2015 | 2020 | 2022 | - | - | - | - | - | - |
| ---- | ---- | ---- | - | - | - | - | - | - |
| 788  | 765  | 760  | - | - | - | - | - | - |

### Expansion récente
Le résultat du recensement effectué dans la commune en février 2010 révèle une augmentation de 176 habitants en cinq ans (556 habitants en 2005, 732 en 2010) explicable en partie par le nombre important de nouvelles constructions.

## Lieux et monuments

### Patrimoine religieux
- Église Saint-Étienne (XIIIe, XVIIe – XXe siècles). Très endommagée en 1944, l'église fut reconstruite de 1959 à 1961 par l'architecte Maurice de Parcevaux. Elle abrite une Vierge à l'Enfant (XVIe) classée au titre objet aux monuments historiques, Chemin de croix (XXe) en fil métallique de P. Pussacq, des fonts baptismaux (XIIe), un groupe sculpté saint Roch et son chien (XVIIe), saint Étienne (XXe) de Joseph Bataille, verrière (XXe) de Robine et Leconte[26].
- Chapelle Saint-Roch en partie du XVe siècle.
- Chapelle Saint-Wilmer-et-Saint-Wandrille, ancienne chapelle du manoir de Lépinerie.
- Oratoire du Mont Héroult (XVIIe siècle).

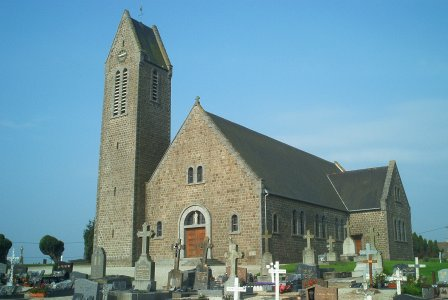
L'église Saint-Étienne.
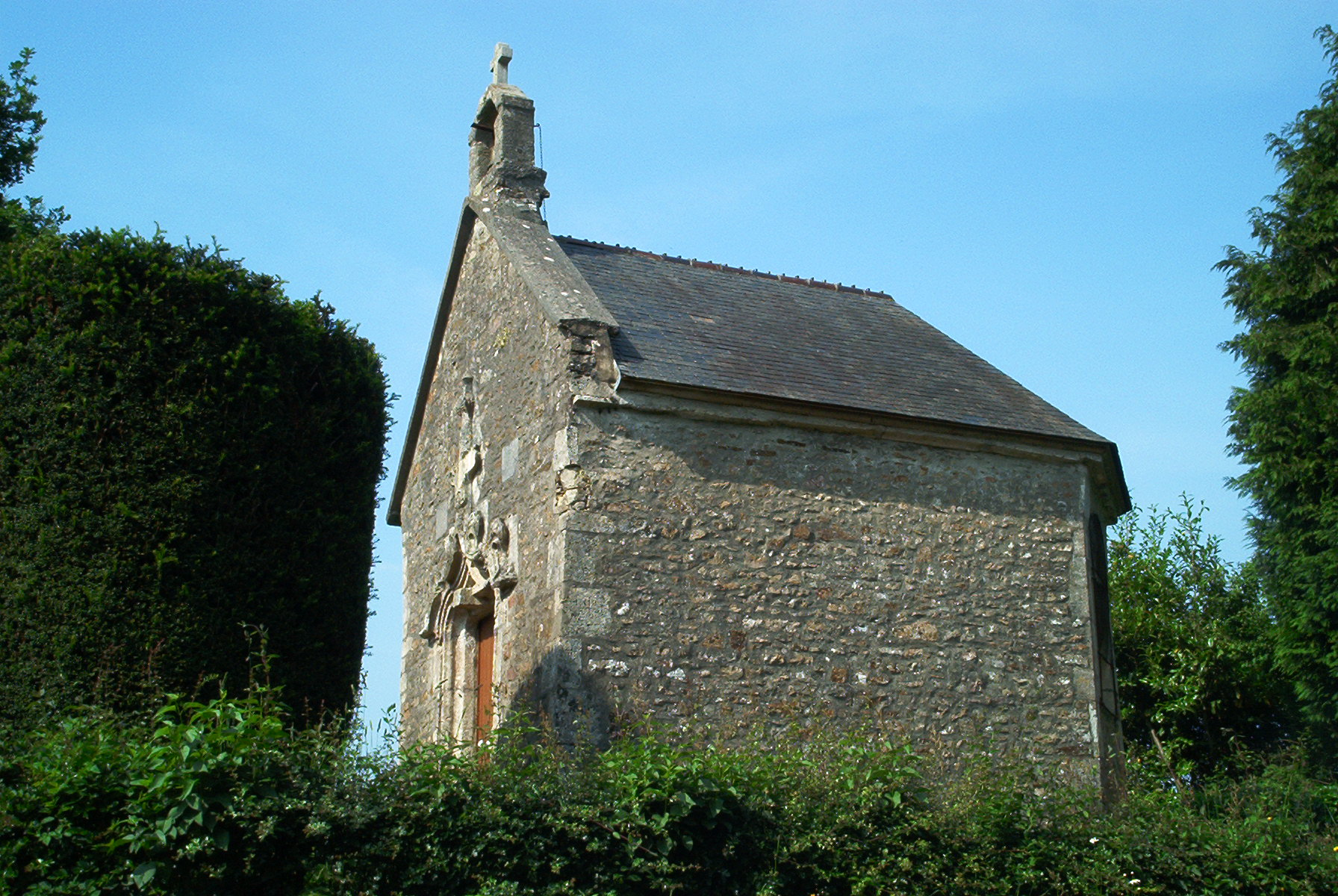
Chapelle Saint-Roch.
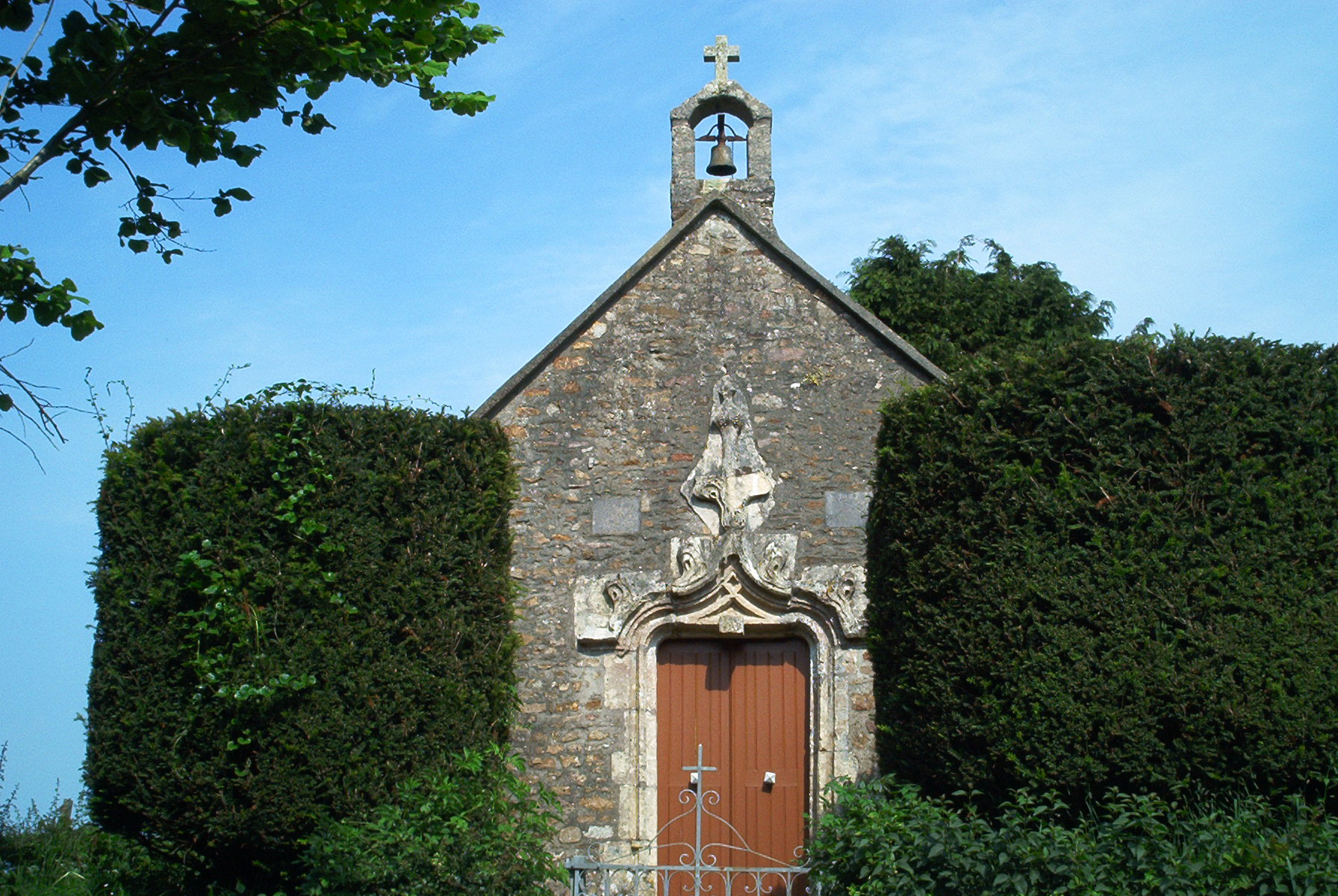
La porte est surmontée d'une petite baie destinée à recevoir une cloche.
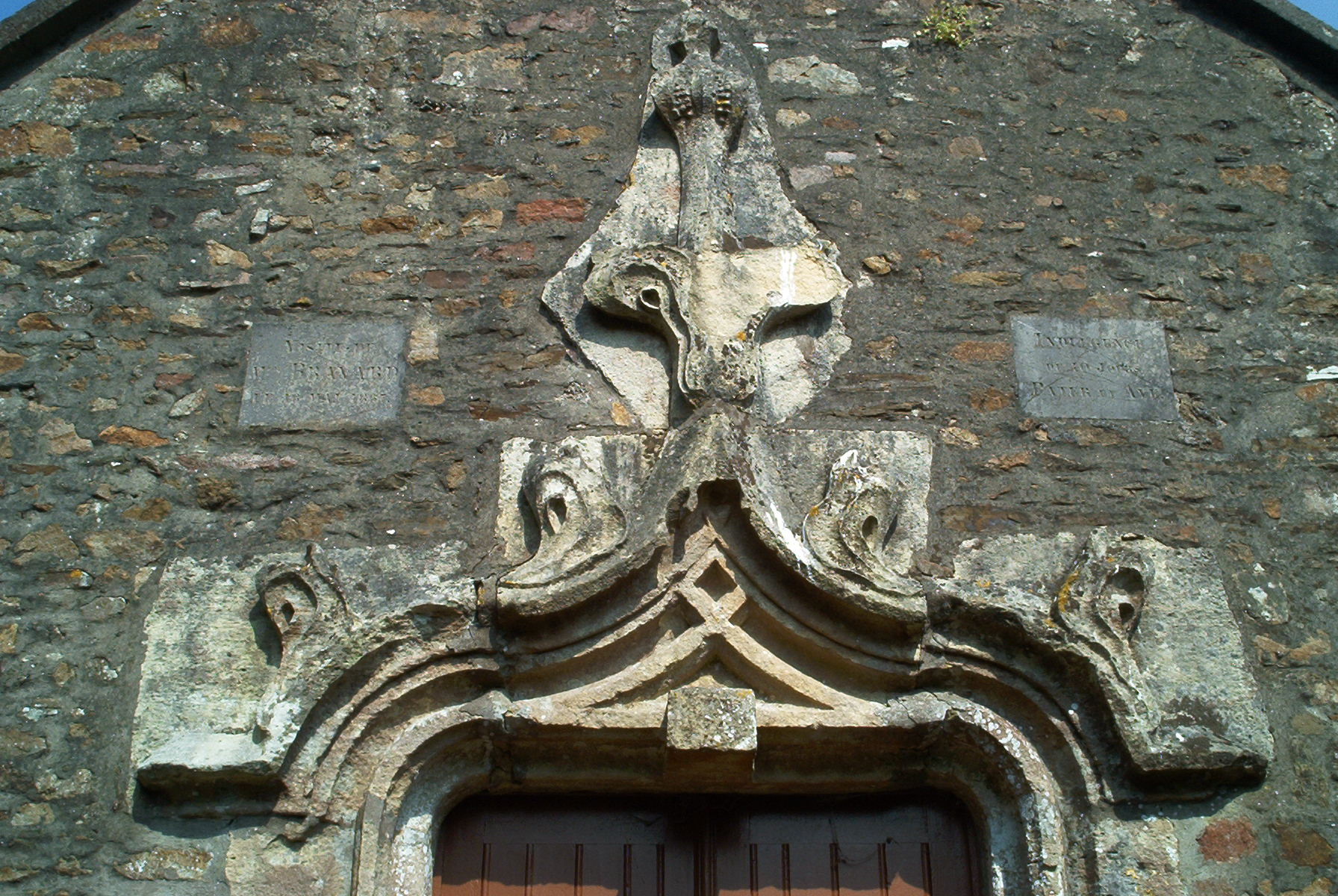
La partie occidentale de cette chapelle est du XVe ou du XVIe siècle. Son arcade est en accolade.
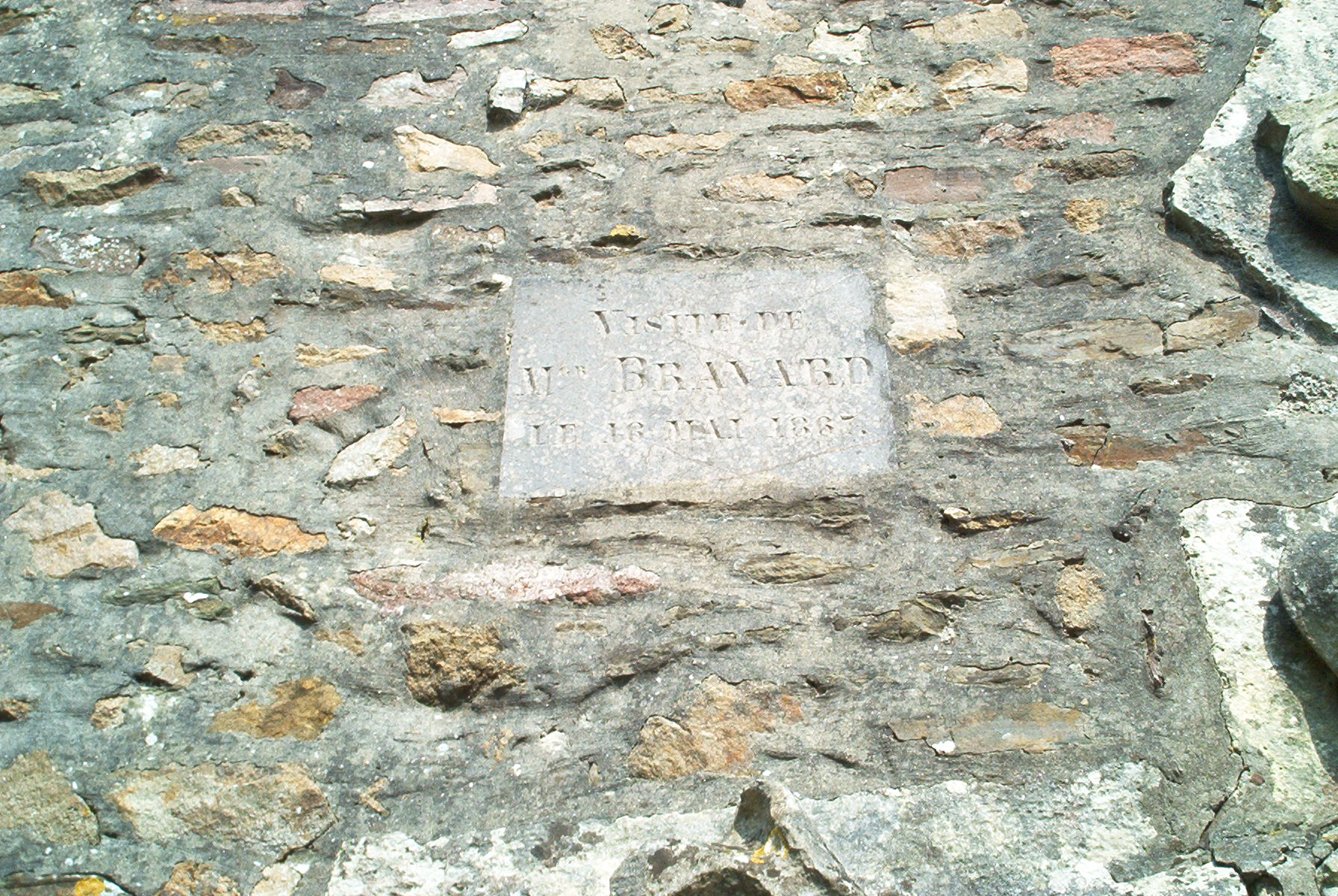
Plaque commémorative de la visite de Jean-Pierre Bravard le jeudi 16 mai 1867.
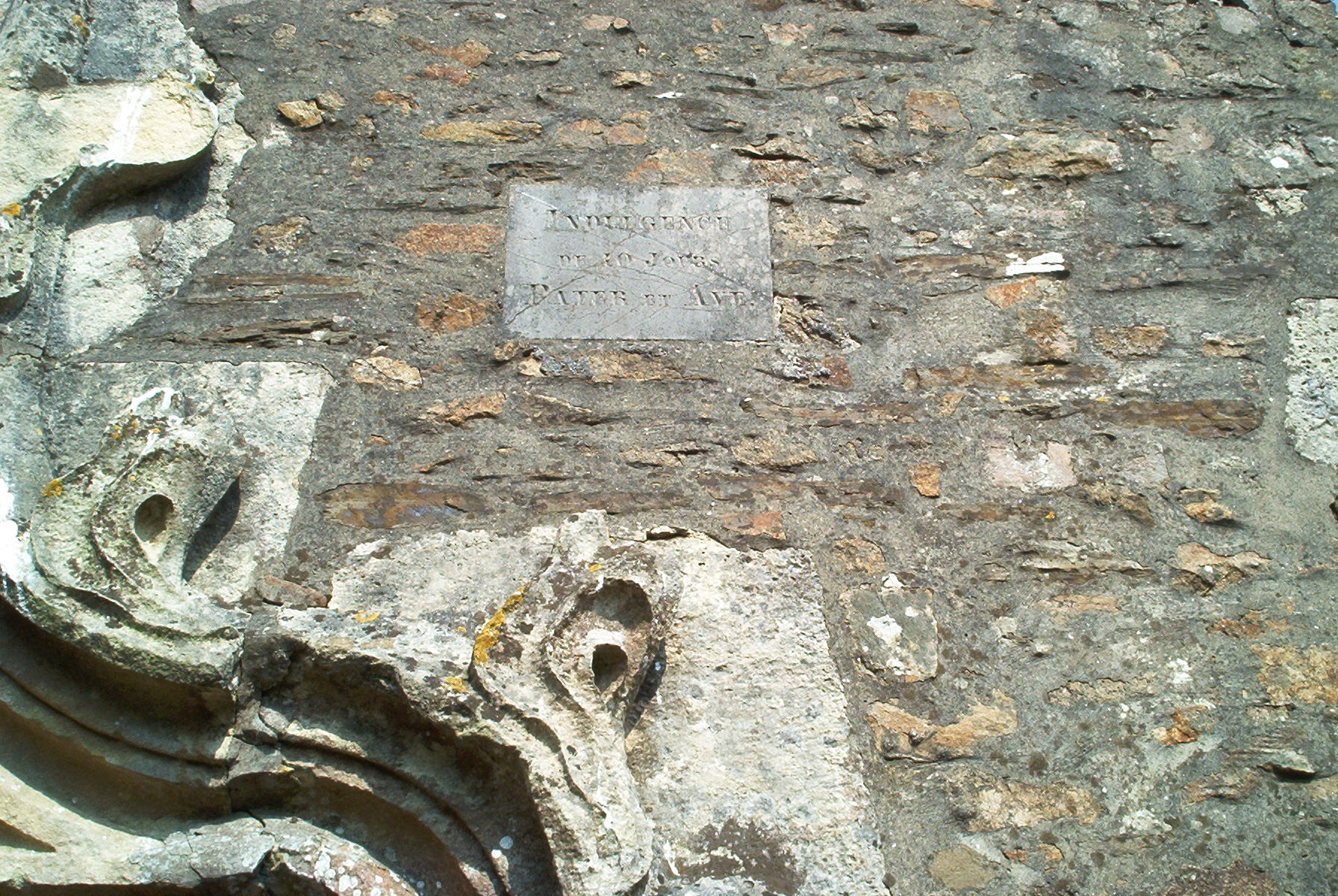
Indulgence de 10 jours - Pater et Ave.

### Patrimoine civil
- Manoir de la Champagne (XVIIe siècle) dont le portail à double entrée, porte piétonne et porte cochère est inscrit en 1995 aux monuments historiques[34]. Il fut notamment la possession de la famille de Saussey jusqu'au XIXe siècle[26].
- Manoir de Lépinerie.
- Mégalithe. Le bloc de granit de 2,55 × 0,80 m fut découvert en 1969 dans une haie le long du chemin dit du « Gros-Caillou »[26].
- Stèle érigée en présence de vétérans américains à la mémoire de la 8e division d'infanterie américaine[35] qui a libéré Millières du 26 au 28 juillet 1944 après avoir vaincu les parachutiste du 84e corps d'armée allemand. Cette stèle a été inaugurée le 6 juin 1999 en présence de Jean-François Le Grand, sénateur et président du conseil général de la Manche, Alain Cousin, député de la Manche et Pierre Tripon, maire de Millières.

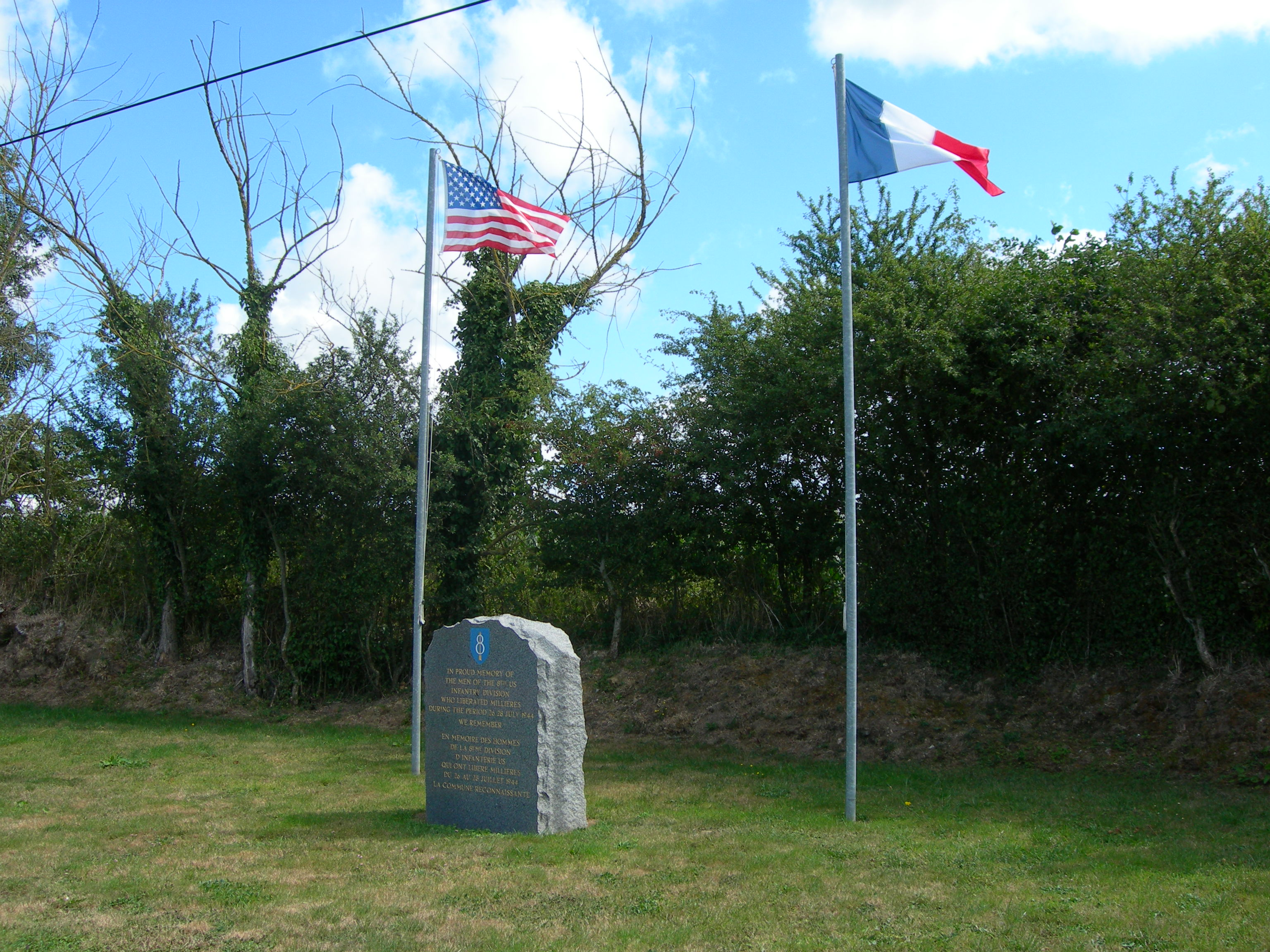
Le monument.
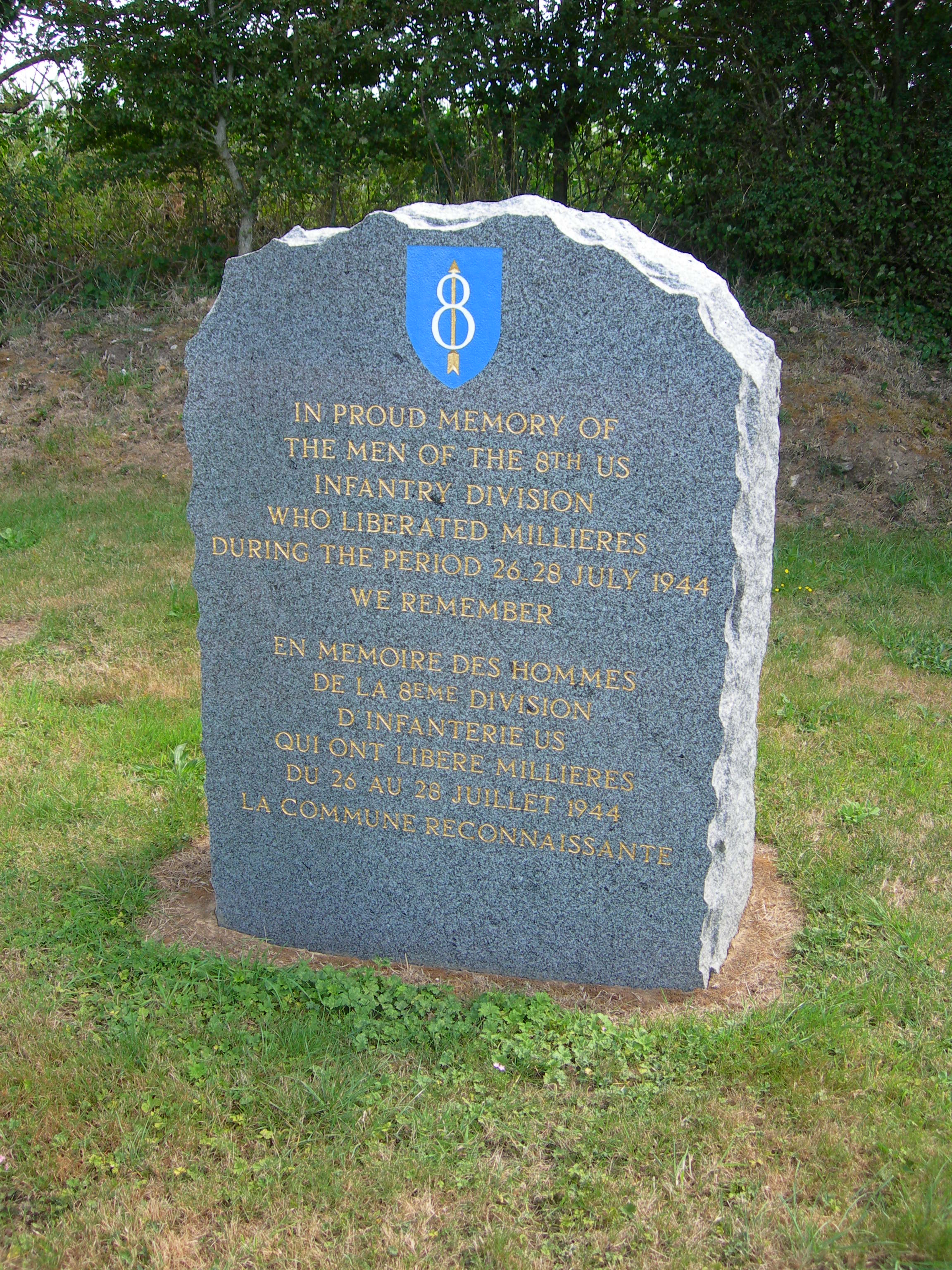
La stèle.
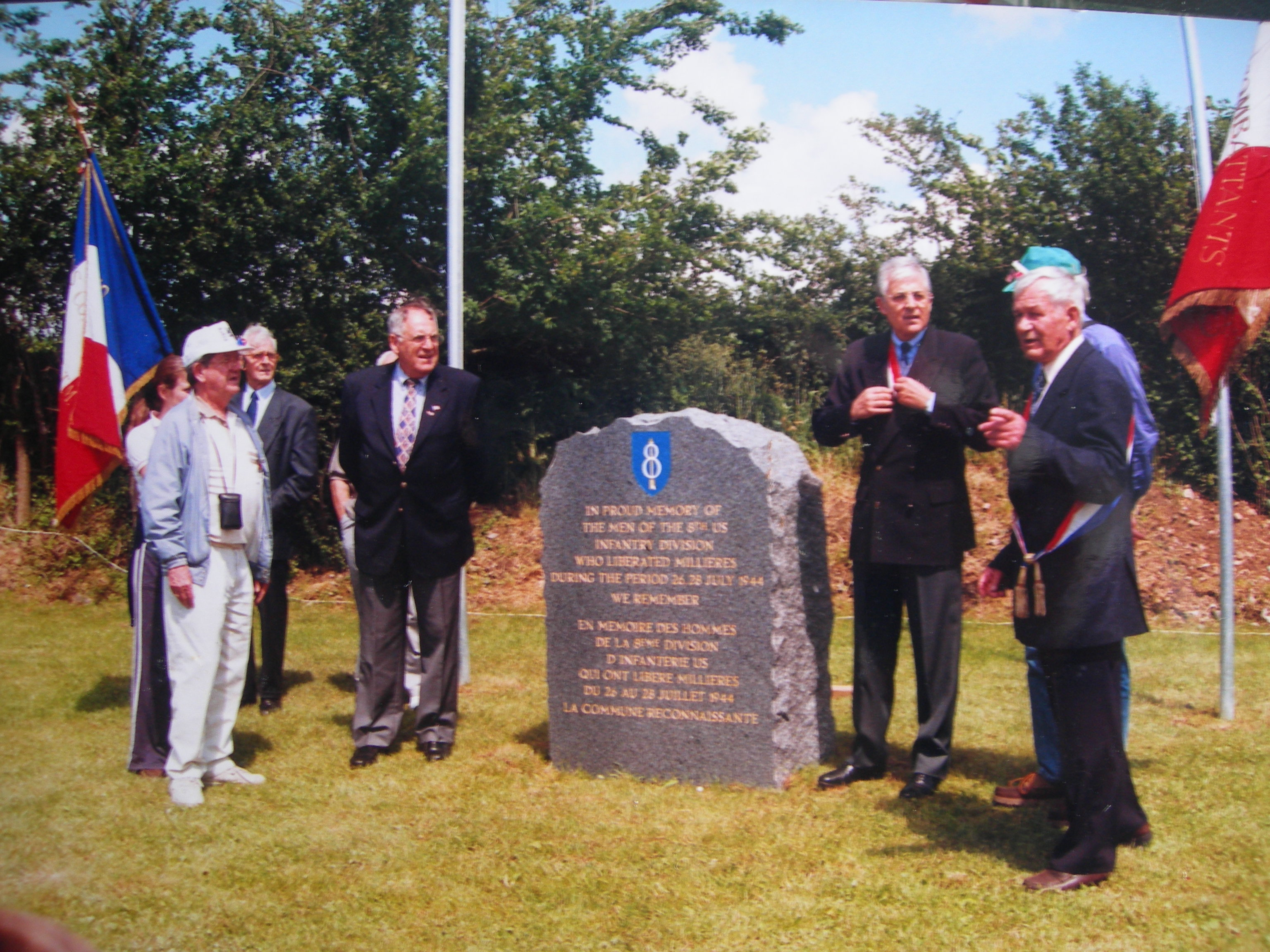
Inauguration le 6 juin 1999.
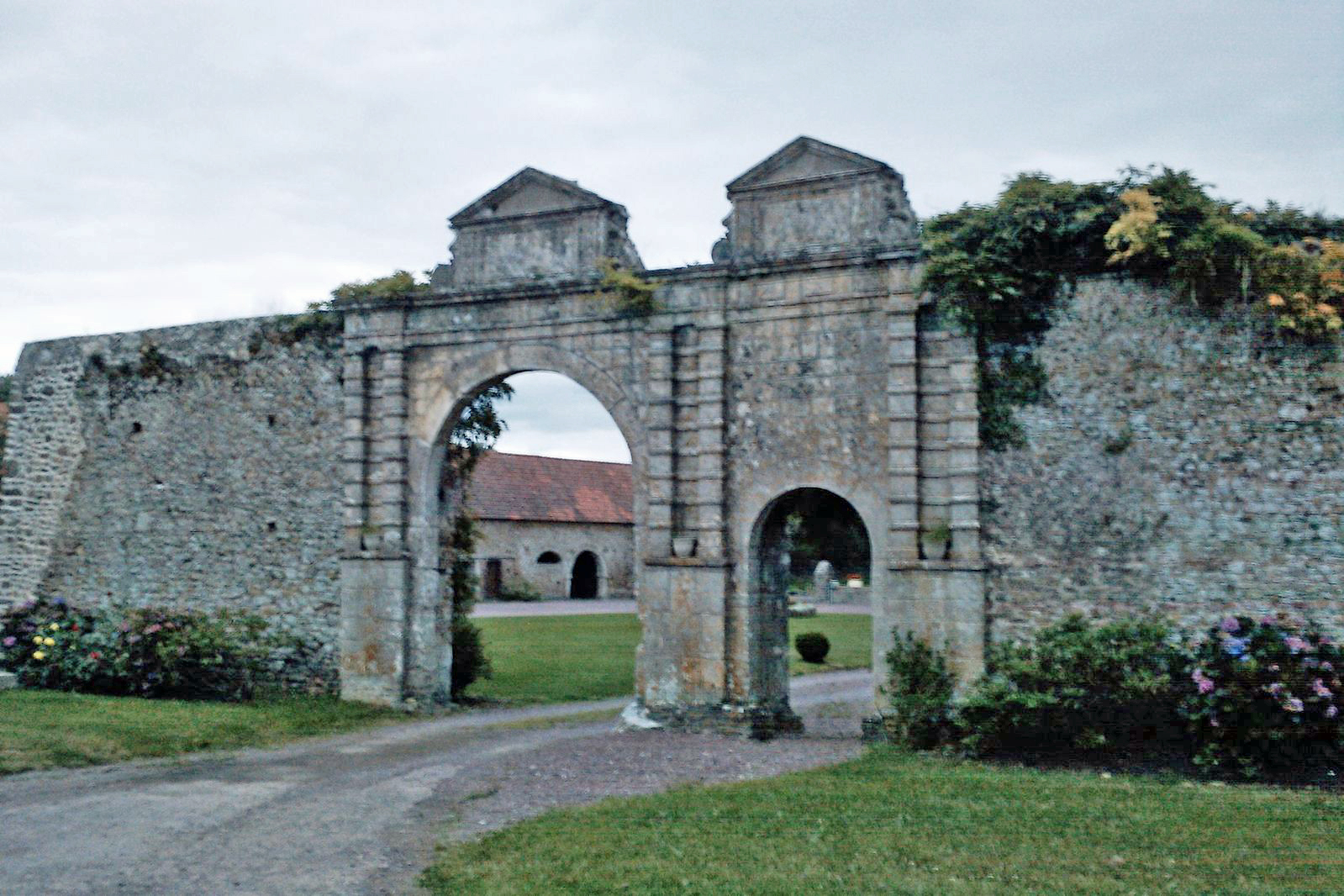
Portail du manoir de la Champagne.

## Activité et manifestations
- Moto-cross organisé par le Moto club de Millières.
- Fête patronale Saint-Étienne organisée par le comité des fêtes de Millières tous les premiers week-ends d'août.

La fête de Millières prend de l'ampleur chaque année, elle est désormais réputée dans la région. De nombreux bénévoles du comité des fêtes de la commune participent de manière très impliquée à son organisation. Des groupes tels que Les Vagabonds ou encore Soldat Louis ont répondu présent ces dernières années. Au programme chaque année : grand loto, vide-greniers, fête foraine, stands et jeux divers, concerts et bals gratuits accompagnés d'un grand feu d'artifice qui clôture cette fête applaudi par des milliers de spectateurs.

## Personnalités liées à la commune
L'abbé Pierre Frémy (Lessay, 1880 - Saint-Lô, 1944) est inhumé dans le cimetière de Millières.